# Primeira Divisão 1954-55
La Primeira Divisão 1954/55 fue la 21.ª edición de la máxima categoría de fútbol en Portugal. Benfica ganó su octavo título.

## Tabla de posiciones
| Pos. | Equipo                | Pts. | PJ | G  | E  | P  | GF | GC | Dif. | Clasificación                                |
| ---- | --------------------- | ---- | -- | -- | -- | -- | -- | -- | ---- | -------------------------------------------- |
| 1    | Benfica (C)           | 39   | 26 | 18 | 3  | 5  | 61 | 20 | +41  |                                              |
| 2    | Belenenses            | 39   | 26 | 17 | 5  | 4  | 53 | 28 | +25  | Clasificado a la Copa Latina                 |
| 3    | Sporting de Portugal  | 37   | 26 | 15 | 7  | 4  | 73 | 27 | +46  | Clasificado a la Copa de Campeones de Europa |
| 4    | Porto                 | 30   | 26 | 12 | 6  | 8  | 51 | 34 | +17  |                                              |
| 5    | Braga                 | 29   | 26 | 12 | 5  | 9  | 52 | 42 | +10  |                                              |
| 6    | Académica de Coimbra  | 25   | 26 | 10 | 5  | 11 | 53 | 52 | +1   |                                              |
| 7    | CUF Barreiro          | 25   | 26 | 10 | 5  | 11 | 45 | 52 | −7   |                                              |
| 8    | Vitória Setúbal       | 22   | 26 | 8  | 6  | 12 | 37 | 52 | −15  |                                              |
| 9    | Atlético de Portugal  | 22   | 26 | 9  | 4  | 13 | 42 | 52 | −10  |                                              |
| 10   | Lusitano              | 31   | 36 | 9  | 13 | 14 | 40 | 70 | −30  |                                              |
| 11   | Barreirense           | 20   | 26 | 7  | 6  | 13 | 25 | 38 | −13  |                                              |
| 12   | Sporting da Covilhã   | 20   | 26 | 8  | 4  | 14 | 32 | 53 | −21  |                                              |
| 13   | Boavista (D)          | 18   | 26 | 7  | 4  | 15 | 33 | 71 | −38  | Descenso a Segunda Divisão                   |
| 14   | Vitória Guimarães (D) | 17   | 26 | 5  | 7  | 14 | 33 | 49 | −16  | Descenso a Segunda Divisão                   |

 Fuente: RSSSF
Notas:
1. ↑  El Belenenses fue el representante portugués en la Copa Latina debido a que el Benfica declinó participar en la competencia.
2. ↑  El Sporting de Portugal fue el representante portugués en la primera edición de la Copa de Campeones de Europa debido a que era el vigente campeón del fútbol portugués cuando se designaron los equipos participantes del competición.

|                              |
| Campeón SL Benfica 8° título |

## Resultados
| Local \ Visitante    | ACA | ACP | BAR | BEL | BEN | BOA  | BRA | CUF | LUS | POR | SCP | SCO | VGU | VSE |
| -------------------- | --- | --- | --- | --- | --- | ---- | --- | --- | --- | --- | --- | --- | --- | --- |
| Académica de Coimbra | —   | 1–2 | 1–0 | 2–2 | 3–7 | 1–0  | 4–1 | 5–1 | 7–4 | 1–3 | 1–1 | 5–1 | 3–0 | 3–1 |
| Atlético de Portugal | 1–2 | —   | 1–0 | 2–2 | 1–2 | 8–3  | 2–1 | 1–0 | 3–2 | 2–0 | 0–1 | 0–1 | 2–1 | 1–1 |
| Barreirense          | 2–1 | 2–0 | —   | 1–0 | 3–0 | 1–0  | 1–3 | 1–2 | 2–2 | 1–3 | 0–0 | 2–2 | 1–0 | 3–1 |
| Belenenses           | 6–2 | 5–2 | 3–0 | —   | 1–2 | 6–0  | 2–3 | 4–1 | 2–0 | 1–0 | 2–2 | 4–0 | 3–0 | 1–2 |
| Benfica              | 3–1 | 3–0 | 2–0 | 0–0 | —   | 11–0 | 0–1 | 1–1 | 7–1 | 1–0 | 1–1 | 2–1 | 4–0 | 5–0 |
| Boavista             | 3–1 | 3–0 | 2–1 | 1–1 | 0–3 | —    | 2–1 | 2–2 | 4–1 | 5–2 | 1–2 | 2–1 | 2–2 | 1–1 |
| Braga                | 4–1 | 4–2 | 4–0 | 2–3 | 0–1 | 1–0  | —   | 2–2 | 4–0 | 1–2 | 2–2 | 2–1 | 3–1 | 5–0 |
| CUF Barreiro         | 1–1 | 4–1 | 2–1 | 2–4 | 0–1 | 5–1  | 1–1 | —   | 3–1 | 0–2 | 0–3 | 3–0 | 4–3 | 2–1 |
| Lusitano             | 1–1 | 4–3 | 3–0 | 1–2 | 2–1 | 0–2  | 4–1 | 0–3 | —   | 2–1 | 2–1 | 3–0 | 2–1 | 2–0 |
| Porto                | 2–1 | 3–3 | 2–0 | 0–1 | 3–0 | 5–0  | 1–1 | 3–2 | 9–0 | —   | 1–1 | 2–0 | 1–1 | 0–2 |
| Sporting de Portugal | 0–1 | 5–2 | 1–0 | 1–2 | 0–1 | 5–0  | 5–2 | 6–0 | 9–1 | 5–1 | —   | 4–0 | 2–0 | 7–2 |
| Sporting da Covilhã  | 3–2 | 1–3 | 1–1 | 1–2 | 0–1 | 2–0  | 0–1 | 3–1 | 3–2 | 2–2 | 2–2 | —   | 2–1 | 2–0 |
| Vitória Guimarães    | 2–1 | 0–0 | 1–1 | 1–3 | 2–1 | 2–0  | 1–1 | 1–2 | 1–0 | 1–1 | 1–2 | 2–3 | —   | 6–3 |
| Vitória Setúbal      | 1–1 | 1–0 | 1–1 | 0–1 | 1–0 | 4–0  | 4–1 | 3–1 | 0–0 | 0–2 | 2–5 | 4–0 | 2–2 | —   |